# Alfonso Marquez
Pour les articles homonymes, voir Marquez.
Alfonso R. Marquez, surnommé Boy, né le 29 mars 1938 à Zamboanga City aux Philippines et mort le 14 avril 2020, est un joueur et entraîneur philippin de basket-ball.

## Palmarès
- Champion d'Asie 1960, 1967